# Béatrix de Cusance

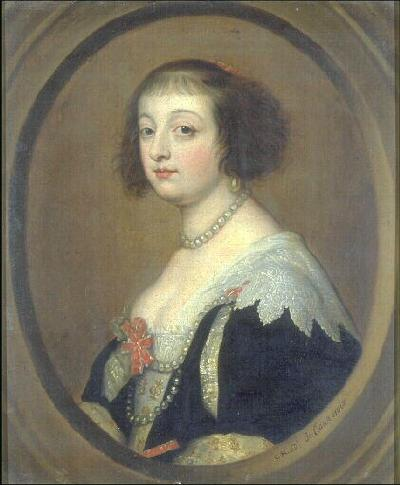
Beatriz Cusance

Béatrix-Marie-Françoise de Cusance, född 1614 i Belvoir i Franche-Comté, död 1663 i Besançon, var en hertiginna av Lothringen, gift med hertig Karl IV av Lothringen. Hon var också känd för sin korrespondens med Constantijn Huygens.

## Biografi
Beatriz de Cusance var dotter till den nederländske adelsmannen Claude-François de Cusance, baron av Belvoir och Saint-Julien (1590–1627), officer i spansk tjänst, och den nederländska adelsdamen Ernestine av Withem (1592–1642). Hon växte upp i Besançon och vid det Spanska Nederländernas hov i Bryssel hos Isabella Clara Eugenia av Spanien.
År 1634 inledde hon ett förhållande med hertig Karl IV av Lothringen, som tjänstgjorde i spanska armén i Spanska Nederländerna. Hon gifte sig första gången med Leopold-Eugène Perrenot de Granvelle, prins av Cantecroix (1615–1637) i Bryssel 1635, äktenskapet hade arrangerats av hennes mor för att dämpa skandalen av hennes förhållande med Karl IV. Hon födde en dotter, som avled strax därpå. Hon gifte sig andra gången nio dagar efter att hon blivit änka med hertig Karl IV av Lothringen i Besançon 1637. Efter vigseln födde hon en son som Karl erkände som sin. Beatrix följde Karl på hans militära kampanjer klädd i rustning över klänningen och deras förhållande beskrivs som lyckligt.
Deras vigsel ansågs dock inte som giltig, eftersom kyrkan inte godkände Karls skilsmässa från sin förra maka, Nicole av Lothringen, och år 1642 bannlystes de därför av påven. De tvingades därför separera tills saken avhandlades av katolska kyrkan, även om bannlysningen snart lyftes. Båda parter hade andra förhållanden: Beatrix hade en relation med den blivande Karl II av England, som levde i exil i Spanska Nederländerna. Beatrix och Karl hade en tillfällig återförening 1648. Beatrix levde främst i Bryssel, där hon höll salong och arrangerade konserter på sitt slott Beersel, där hon som hertiginna av Lothringen hade en hög ställning i societeten. Från 1652 hade hon ett uppmärksammat vänskapsförhållande med poeten Constantijn Huygens, som hon brevväxlade med och som tillägnade henne dikter. Det är inte känt huruvida de hade ett fysiskt kärleksförhållande, men det är bekräftat att vissa brev ur deras brevväxling uppenbart saknas och det har bedömts som möjligt att de uteslöts för att de innehöll bevis för ett förhållande.
Mellan 1652 och 1660 bodde hon i Nederländerna, där hon utan framgång bedrev ett mål för att hävda rättigheterna till markisatet Bergen op Zoom efter sin mor. Hon umgicks vid det holländska hovet, gav en gyllene symbalo i gåva till Constantijn Huygens och spelade och sjöng tillsammans med honom offentligt. Påven Alexander VII beskrev henne som 1600-talets vackraste kvinna och hon kallades allmänt både kvick och vacker.
Karl IV hade 1654 arresterats och fängslats i Spanien. När han frigavs år 1659 återvände Beatrix 1660 till Besancon i Lothringen. Deras äktenskap var fortfarande formellt inte lagligt. Efter Nicoles död gifte sig dock Beatrix och Karl IV en andra gång för att legitimera sina barn, strax före Beatrix död. De återupptog dock inte sin relation.